# Gorna kuła
Gorna kuła (bułg. Горна кула) – wieś w Bułgarii, w obwodzie Kyrdżali, w gminie Krumowgrad. W 2024 roku liczyła 474 mieszkańców.